# Влитман, Франс
Францискюс Ламбертюс (Франс) Влитман (нидерл. Franciscus Lambertus "Frans"  Vlietman); 16 сентября 1935, Амстердам — 12 июля 2011, там же) — нидерландский футболист, игравший на позиции полузащитника.

## Футбольная карьера
В июне 1960 года Влитман заключил контракт с амстердамским «Аяксом», ранее он выступал в составе «Блау-Вита». Уже 15 июня полузащитник провёл первую игру в команде, отыграв все 90 минут против ПСВ. Матч проходил в рамках дополнительных матчей за титул чемпиона страны и завершился с ничейным результатом — 2:2, хотя «Аякс» выиграл титул ещё 26 мая, когда обыграл «Фейеноорд» со счётом 5:1.

## Личная жизнь
Был женат на Анне Куртс (1938—2009), уроженке Амстердама. В этом браке у них родились двое сыновей — Франс Петер и Марсел. Франс работал плотником.